# Муравьёв-Амурский, Валериан Валерианович
Граф Валериан Валерианович Муравьёв-Амурский (6 (18) апреля 1861 — 23 августа 1922, Ницца) — генерал-майор Генерального штаба, военный агент в Париже.

## Биография
Второй сын сенатора Валериана Николаевича Муравьёва, и старший от 2-го брака с Надеждой Федоровной Миркович. После смерти бездетного дяди Николая Николаевича, в соответствии с Высочайшим указом императора Александра III от 16 июня 1882 унаследовал, в обход старшего брата Николая, титул и фамилию графа Муравьева-Амурского с правом передачи по наследству старшему в роду.
Образование получил в Пажеском корпусе. В службу вступил 13 декабря 1880 года. Окончил Константиновское военное училище, 7 августа 1882 выпущен прапорщиком гвардии в лейб-гвардии Преображенский полк. Окончил Николаевскую академию Генерального штаба по 1-му разряду. Подпоручик гвардии (7.08.1882), поручик гвардии (7.08.1886), штабс-капитан гвардии (7.08.1889), капитан Генерального штаба (26.11.1889, со старшинством 10.04.1889).
26 ноября 1889 года назначен старшим адъютантом штаба 26-й пехотной дивизии; 14 месяцев командовал ротой, 4 месяца батальоном. В 1893 году отправлен секретарем консульства в Будапешт. Подполковник (17.04.1894). 20 мая 1895 назначен штаб-офицером для поручений при штабе 16-го армейского корпуса. 6 мая 1896 переведен в разведывательное ведомство, на должность младшего делопроизводителя канцелярии военно-учёного комитета Главного штаба. 5 апреля 1898 стал старшим делопроизводителем, а 20 августа 1899 назначен военным агентом в Париже. Полковник (1898).
За время пребывания в этой должности направил Николаю II несколько донесений и личное письмо, в которых предупреждал о намерении международного еврейства при помощи масонов и Англии уничтожить Российское государство. Эти документы были обнаружены в фонде Зимнего дворца в ГАРФ и изданы в 1999 году в журнале «Российский архив».
Военно-дипломатическая карьера Муравьева закончилась скандальной отставкой в марте 1901 года, в связи с вмешательством его в скандальное дело Дрейфуса. Граф Игнатьев, ошибочно называющий его Муравьевым-Апостолом, описывает это следующим образом:

В конце концов защитники Дрейфуса — всесильное франкмасонство — добилось полной реабилитации безвинно оклеветанного капитана. И вот в эту-то минуту к новому военному министру — генералу Андрэ, ставленнику дрейфусаров, явился в полной парадной форме русский военный агент Муравьев и заявил, что начавшиеся уже в армии репрессии против антидрейфусаров могут повлиять на дружественные отношения к Франции русской царской армии.
Коротка была беседа Муравьева с генералом Андрэ, но еще короче была и развязка: по требованию собственного посла князя Урусова Муравьев был принужден в тот же вечер навсегда покинуть свой пост и сломать свою служебную карьеру.
Не следовало, конечно, вмешиваться в чужие дела, но нельзя было, однако, не интересоваться политической физиономией каждого военного министра.— Игнатьев А. А. Пятьдесят лет в строю. — Т. I. — М.: Гослитиздат, 1955. — С. 496
9 марта 1901 года Муравьев был переведён в распоряжение начальника Главного штаба, а 8 мая отправлен в отставку.
Вернулся на военную службу 6 марта 1909 года, получив должность штаб-офицера при управлении Новогеоргиевской крепостной пехотной бригадой. 6 июля 1910 был назначен начальником штаба 5-й пехотной дивизии. 8 мая 1911 отправлен в отставку с производством в генерал-майоры.
В популярной околонаучной литературе по истории оккультизма утверждается, что около 1898 года в Париже Муравьев первым из русских был принят эзотериком Жераром Анкоссом в члены так называемого «ордена мартинистов». В 1899—1907 годах был делегатом ордена в России, содействовал приезду Папюса в Санкт-Петербург, где в 1899 году основал ложу Аполлония.

## Награды
- Орден Святого Станислава 3-й ст. (1896)

## Семья
Жена:
- графиня Ольга Николаевна Толь (24.05.1872—7.11.1966), дочь Николая фон Толя (1819—1880) и Екатерины Александровны Игнатьевой (1837—1918)

Дети:
- Михаил (1.05.1897—14.05.1930)
- Валериан (1899—1905)